# Vahagn Davtyan
Pour les articles homonymes, voir Vahagn Davtian.
Vahagn Davtyan (né le 19 août 1988 à Erevan) est un gymnaste artistique arménien, spécialiste des anneaux.
Son frère Artur Davtyan pratique aussi la gymnastique artistique.

## Carrière
Il remporte la médaille d'argent aux anneaux lors des Championnats d'Europe 2016 à Berne. Il est médaillé de bronze aux anneaux lors des Championnats d'Europe de gymnastique artistique 2019.
Il est médaillé d'argent aux anneaux aux Jeux européens de 2019 à Minsk ainsi qu'aux Championnats d'Europe de gymnastique artistique 2023.